# عشق پاک
عشق پاک (انگلیسی: Pure Love; کره‌ای: 순정) که به صورت بین‌المللی با نام فراموش‌نشدنی منتشر شده‌است، یک فیلم درام عاشقانه سال ۲۰۱۶ کره جنوبی با بازی دو کیونگ-سو و کیم سو-هیون است.

## بازیگران
- دو کیونگ-سو در نقش بوم شیل
  - پارک یونگ وو در نقش هیونگ جون / بزرگسالی بوم شیل
- کیم سو-هیون در نقش سو اوک
- لی دیوید در نقش گه دوک
  - لی بوم-سو در نقش یونگ چول / بزرگسالی گه دوک

## تولید
فیلم‌برداری در ۲۲ ژوئن ۲۰۱۵ در گوهونگ، استان جولا جنوبی، کره جنوبی آغاز شد.

## جوایز و نامزدی‌ها
| سال  | مراسم                           | دسته                        | گیرنده      | نتیجه |
| ---- | ------------------------------- | --------------------------- | ----------- | ----- |
| ۲۰۱۶ | پنجاه و دومین جوایز هنری بکسانگ | محبوب‌ترین بازیگر مرد (فیلم) | دو کیونگ-سو | برنده |